# Taenaris hulstaerti
Taenaris hulstaerti är en fjärilsart som beskrevs av Hans Ferdinand Emil Julius Stichel 1933. Taenaris hulstaerti ingår i släktet Taenaris och familjen praktfjärilar. Inga underarter finns listade i Catalogue of Life.